# Dobri
Dobri község Zala vármegyében, a Lenti járásban.

## Fekvése
Dobri Zala vármegye délnyugati részében a szlovén határhoz közel fekszik, a Letenye és Lenti közötti 7538-as út mentén; utóbbiból itt, a község keleti határában ágazik ki a 7539-es út is, Iklódbördőce felé.
Dobri a Kerka völgyének jellegzetes települése, a kis folyó vízgyűjtőjéhez tartozik. Árvizei a területen élőknek régen sok gondot okoztak, néha még napjainkban is emlékezetessé tudnak válni.
A dél-zalai dombvidék általában gyenge minőségű rossz vízgazdálkodású terület, mindez az egyik oka a táj sokat emlegetett szegénységének. A térség éghajlata nedvesebb és hűvösebb, mint az országos átlag.
A magasabb területek az erdőgazdálkodásra, a völgyek és a lankás területek a nem túl hőigényes növénykultúrák termesztésére alkalmasak. A termőhelyi adottságok kedvezőek a gombák számára. A falu szőlőkultúrája fejlett, főleg rizlinget, saszlát, hárslevelűt termelnek.

## Története
Első említése 1307-ből, valószínűleg a szláv „jó” szóból származik. Más források szerint az első említés 1408-as. A község közepén állt valószínűleg „Dobra vára”, e területet ma is így nevezik. A középkori forrásokból keveset lehet megtudni a faluról. Egy 1578-ból származó forrás szerint a törökök elfoglalták és elpusztították a falut. Vannak feljegyzések arról, hogy a falunak nincs önálló plébániája, Tornyiszentmiklós fíliája.
Az 1930-as évekig a lakosság nagy szegénységben élt. Főként szőlővel, állattenyésztéssel foglalkoznak. A közeli olajmezők feltárása következtében sok férfinak sikerült elhelyezkednie az olajiparban. Sok az építő- és vízügyi munkás is. Fiatal férfi alig van mezőgazdaságban. Azonban szőlőhegye csaknem minden gazdának van, borona- vagy fatalpas sövényfalú pincével.
A település lélekszáma folyamatosan csökken, jelenleg mindössze alig 120 lakosa van Dobrinak. Az elvándorlás fő oka a munkahelyek alacsony száma, de nem alakultak ki az emberek kényelmét szolgáló intézmények, szolgáltatások sem.
Dobri Tornyiszentmiklós együtt tart fenn körjegyzőséget.

## Közélete

### Polgármesterei
- 1990–1994: Király Miklósné (független)[3]
- 1994–1998: Király Miklósné (független)[4]
- 1998–2002: Király Miklósné (független)[5]
- 2002–2003: Király Miklósné (független)[6]
- 2003–2006: Horváth Albin Sándor (független)[7]
- 2006–2010: Horváth Albin (független)[8]
- 2010–2014: Horváth Albin Sándor (független)[9][10]
- 2014–2019: Horváth Albin Sándor (független)[11]
- 2019–2019: Horváth Albin (független)[12]
- 2020–2024: Lógár Zoltán (független)[13][14]
- 2024– : Lógár Zoltán (független)[1]

A településen 2003. június 22-én időközi polgármester-választást tartottak, az előző polgármester lemondása miatt.
A 2010. október 3-án megtartott önkormányzati választás után, a polgármester-választás tekintetében nem lehetett Dobriban eredményt hirdetni, szavazategyenlőség miatt. Aznap a 171 szavazásra jogosult lakos közül 138 fő járult az urnákhoz, ketten érvénytelen szavazatot adtak le, az érvényes szavazatok pedig épp fele-fele arányban oszlottak meg a két független jelölt, Horváth Albin Sándor addigi polgármester és egyetlen kihívója, Lógár Zoltán között. Az emiatt szükségessé vált időközi polgármester-választást 2010. december 12-én tartották meg, ezen kicsivel magasabb volt a választói részvétel, mint két hónappal korábban, ami pedig a hivatalban lévő polgármesternek kedvezett.
A 2019-es önkormányzati választást követő időszakban a hivatalban lévő polgármester lemondott posztjáról, emiatt újból időközi választást kellett kiírni. Ennek időpontját először 2020. március 22-ére tűzték ki, de aznap nem lehetett megtartani, mert egyetlen jelölt sem akadt a posztra. Az év második negyedévében a koronavírus-járvány kapcsán életbe lépett veszélyhelyzeti korlátozások tették lehetetlenné újabb időpont kitűzését; ezek feloldását követően a választást 2020. szeptember 6-án tartották meg.

## Népesség
A település népességének változása:
| Lakosok száma | 155  | 143  | 136  | 117  | 138  | 138  | 132  |
|               | 2013 | 2014 | 2015 | 2021 | 2022 | 2023 | 2024 |

A 2011-es népszámlálás idején a nemzetiségi megoszlás a következő volt: magyar 95,8%, cigány 4,2%. A lakosok 82,6%-a római katolikusnak, 11,8% felekezeten kívülinek vallotta magát (3,7% nem nyilatkozott).
2022-ben a lakosság 76,8%-a vallotta magát magyarnak, 8% cigánynak, 2,2% egyéb, nem hazai nemzetiségűnek (23,2% nem nyilatkozott; a kettős identitások miatt a végösszeg nagyobb lehet 100%-nál). Vallásuk szerint 52,9% volt római katolikus, 4,3% felekezeten kívüli (42,8% nem válaszolt).

## Nevezetességei
A település egyik nevezetessége a műemléki védettségű római katolikus kápolna és az előtte álló kőkereszt. Az 1837-ben épült kápolna szentélyének szélessége a hajóval egyező, félköríves záródású. Különleges alakú az első- és második világháborúban elesett hősök emlékműve.